# Бендерская городская библиотека
Центральная городская библиотека и́мени Алекса́ндра Серге́евича Пу́шкина — публичная библиотека города Бендеры. Является главным структурным подразделением Центральной библиотечной системы (ЦБС) города.
Библиотека включает в себя центральную городскую, 10 филиалов в микрорайонах города и центральную детскую. Библиотечный фонд содержит электронные копии книг и журналов, изданных в начале XX века в типографии Натензона в Бендерах.

## История
14.03.1897 года - Бендерская дума одобрила предложение Главы и вскорости был разработан Устав библиотеки, который был рассмотрен и одобрен Бендерской городской думой 28 февраля и 1 (14) марта 1897 года. Дата – 14 марта 1897 года и является точкой отсчета создания Бендерской библиотеки. И тогда же ей было присвоено имя великого русского поэта А.С. Пушкина. 
Октябрь 1944 года — возрождение деятельности городской библиотеки после освобождения города Бендеры от немецко-фашистских захватчиков. Долгие годы она располагалась на улице Советской, в здании бывшего банка (ныне — историко-краеведческий музей).
Май 1949 года — решением Бендерского городского Совета народных депутатов библиотеке присвоено имя А. С. Пушкина в честь 150-летия со дня рождения и 125-й годовщины пребывания поэта в Бендерах.
09.04.1969 года — объединение массовых городских библиотек в централизованную библиотечную систему с единым руководством, штатом и библиотечным фондом в рамках всесоюзного эксперимента по централизации массовых библиотек в СССР (ЦБС г. Бендеры стала первой в МССР и седьмой в бывшем СССР).
30.12.1982 года состоялось открытие нового здания Центральной городской библиотеки. По сей день является единственным в республике типовым зданием, специально предназначенным для библиотечной деятельности.
20.11.2001 года — создано муниципальное учреждение «Централизованная библиотечная система» г. Бендеры в соответствии с Решением Государственной администрации города.
В Фондах библиотеки находятся электронные копии книг и журналов изданных в городе Бендеры в начале XX века.

## Награды и достижения
- 1995 год — поощрительный приз в Республиканском конкурсе на лучшую методическую разработку за методические рекомендации по разработке краеведческой картотеки «Приднестровье».
- 1997 год — второе место в Республиканском конкурсе на лучшую газетную статью о библиотеке, посвященного 7-й годовщине образования ПМР, за статью «В заложниках у книжных пиратов».
- 1998 год — поощрительный приз в Республиканском конкурсе на лучшее массовое мероприятие, посвященного писателям и поэтам Приднестровья в номинации «За использование различных жанров в построении вечера».
- 2000 год — дипломы Республиканского конкурса «Лучшая библиотека 10-летия», посвященного 10-летию образования ПМР: «Лучшая городская библиотека-филиал» — библиотека-филиал № 5 ЦБС г. Бендеры; «За инновационный подход к библиографической деятельности» — Бендерская центральная библиотека.
- 2003 год — первое место в Республиканском конкурсе на лучший библиографический указатель для детей за разработку пособия «В поисках Золотого Руна»; третье место за разработку указателя «Почти все о собаках».
- 1994—2003 годы — призовые места в Республиканском конкурсе «Знатоки книги».
- 2010 год — Благодарность кинокомпании «Кардея» за помощь в съемках кинофильма "Чеховский юбилей в Бендерах.
- 2010 год — Диплом участника II Приднестровского инвестиционного форума, инвестиционный проект "Реконструкция и техническое оснащение центральной городской библиотеки
- 2011 год — директор МУ «ЦБС», Матош Людмила Андреевна, лауреат Государственного конкурса Человек года — 2011 в номинации «Культура и искусство»
- 2018 год — директор МУ «ЦБС», Матош Людмила Андреевна, дипломант Премии «Корифей 2018» в номинации «Первый среди равных»
- 2019 год — детская библиотека-филиал № 5 МУ «ЦБС» г. Бендеры дипломант сетевой акции «Люблю я Лермонтова строки…»
- 2019 год — детская библиотека-филиал № 5 МУ «ЦБС» г. Бендеры дипломант Международной акции «Книжка на ладошке»